# Monty Patterson
Monty Patterson (9 de diciembre de 1996 en Auckland) es un futbolista neozelandés que juega como delantero en el Wellington Phoenix.

## Carrera
Sus actuaciones en la ASB Youth League jugando con Nueva Zelanda Norte sub-17, un equipo formado por jugadores de dicha categoría elegibles para los Young All Whites, atrajo la atención del Ipswich Town inglés, que lo inscribió a sus inferiores en 2014. En 2016, luego de dejar atrás una seria lesión, firmó su primer contrato profesional. En 2018 fue cedido a préstamo por el remanente de la temporada 2017-18 al Wellington Phoenix, equipo neozelandés de la A-League australiana.

### Clubes
| Club                        | País          | Año             |
| --------------------------- | ------------- | --------------- |
| Ipswich Town                | Inglaterra    | 2016 - Presente |
| Wellington Phoenix (cedido) | Nueva Zelanda | 2018-presente   |

### Selección nacional
Con la selección neozelandesa sub-17 ganó el Campeonato de la OFC 2013, del cual resultó goleador con 7 tantos, para luego disputar el Mundial de la categoría. Ya con el combinado sub-20 disputó la Copa Mundial de 2015, de la que Nueva Zelanda fue organizador, y logró anotar un tanto en la goleada por 5-1 sobre Birmania. Más adelante ese año marcó dos tantos jugando para los Oly Whites en los Juegos del Pacífico 2015.
Con la selección mayor formó parte del plantel que ganó la Copa de las Naciones de la OFC 2016, jugando en los cinco partidos que disputaron los All Whites. El 11 de octubre de ese mismo año convirtió su primer gol internacional en un amistoso ante los Estados Unidos que terminó en empate 1-1. Al año siguiente fue convocado para la Copa FIFA Confederaciones 2017, donde disputó dos encuentros.

#### Partidos y goles internacionales
| Partidos y goles internacionales | Partidos y goles internacionales | Partidos y goles internacionales | Partidos y goles internacionales | Partidos y goles internacionales | Partidos y goles internacionales           | Partidos y goles internacionales |
| #                                | Fecha                            | Estadio                          | Rival                            | Resultado                        | Competición                                | Gol(es)                          |
| -------------------------------- | -------------------------------- | -------------------------------- | -------------------------------- | -------------------------------- | ------------------------------------------ | -------------------------------- |
| 2016                             |                                  |                                  |                                  |                                  |                                            |                                  |
| 1                                | 28 de mayo                       | Sir John Guise, Puerto Moresby   | Fiyi                             | 3 – 1                            | Copa de las Naciones de la OFC 2016        |                                  |
| 2                                | 31 de mayo                       | Sir John Guise, Puerto Moresby   | Vanuatu                          | 5 – 0                            | Copa de las Naciones de la OFC 2016        |                                  |
| 3                                | 4 de junio                       | Sir John Guise, Puerto Moresby   | Islas Salomón                    | 1 – 0                            | Copa de las Naciones de la OFC 2016        |                                  |
| 4                                | 8 de junio                       | Sir John Guise, Puerto Moresby   | Nueva Caledonia                  | 1 – 0                            | Copa de las Naciones de la OFC 2016        |                                  |
| 5                                | 11 de junio                      | Sir John Guise, Puerto Moresby   | Papúa Nueva Guinea               | 0 – 0                            | Copa de las Naciones de la OFC 2016        |                                  |
| 6                                | 8 de octubre                     | Nissan Stadium, Nashville        | México                           | 1 – 2                            | Amistoso                                   |                                  |
| 7                                | 11 de octubre                    | RFK Stadium, Washington D. C.    | Estados Unidos                   | 1 – 1                            | Amistoso                                   | 1 (1)                            |
| 8                                | 12 de noviembre                  | Estadio North Harbour, Auckland  | Nueva Caledonia                  | 2 – 0                            | Clasificación para la Copa Mundial de 2018 |                                  |
| 9                                | 15 de noviembre                  | Stade Yoshida, Koné              | Nueva Caledonia                  | 0 – 0                            | Clasificación para la Copa Mundial de 2018 |                                  |
| 2017                             |                                  |                                  |                                  |                                  |                                            |                                  |
| 10                               | 2 de junio                       | Windsor Park, Belfast            | Irlanda del Norte                | 0 – 1                            | Amistoso                                   |                                  |
| 11                               | 12 de junio                      | Estadio Traktar, Minsk           | Bielorrusia                      | 0 – 1                            | Amistoso                                   |                                  |
| 12                               | 17 de junio                      | Zenit Arena, San Petersburgo     | Rusia                            | 0 – 2                            | Copa FIFA Confederaciones 2017             |                                  |
| 13                               | 21 de junio                      | Estadio Olímpico, Sochi          | México                           | 1 – 2                            | Copa FIFA Confederaciones 2017             |                                  |
| 14                               | 1 de septiembre                  | Estadio North Harbour, Auckland  | Islas Salomón                    | 6 – 1                            | Clasificación para la Copa Mundial de 2018 |                                  |
| 15                               | 5 de septiembre                  | Estadio Lawson Tama, Honiara     | Islas Salomón                    | 2 – 2                            | Clasificación para la Copa Mundial de 2018 |                                  |